# Don't Mess with Texas

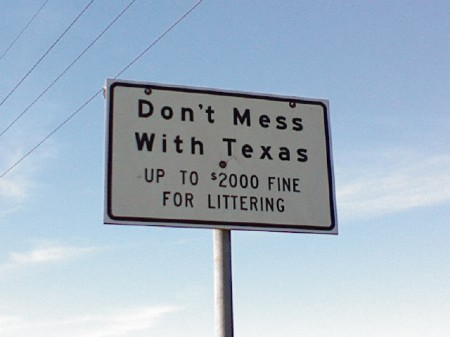
Panneau utilisé sur les autoroutes du Texas.

Don't Mess with Texas est un slogan pour une campagne par le département des Transports du Texas, visant à réduire les détritus sur les routes du Texas. L'expression « Don't Mess with Texas » (qui pourrait être traduite par« Viens pas emmerder le Texas ») figure en bonne place sur les panneaux routiers des principales autoroutes, à la télévision, à la radio et dans les publicités imprimées. Elle joue sur la pluralité sémantique de mess, qui peut autant signifier salir que provoquer. On attribue à la campagne une réduction des déchets sur les routes du Texas d'environ 72% entre 1987 et 1990. 
Le marché cible de la campagne était constitué des hommes de 18 à 35 ans, statistiquement les plus susceptibles de jeter des déchets. Le slogan n'était pas destiné à l'origine à devenir un phénomène culturel à l'échelle de l'État, mais il le devint.
Au-delà de son rôle immédiat dans la réduction des déchets, le slogan fut largement approprié par les Texans. La phrase devint  une façon d'affirmer la fierté texanne (« an identity statement, a declaration of Texas swagger »). Bien qu'à l'origine le slogan ne soit pas bien connu en dehors du Texas, il apparaît sur d'innombrables articles de souvenirs touristiques. Puisque l'expression est une marque déposée au niveau fédéral, le département a parfois tenté de faire valoir ses droits, avec des ordonnances de cessation ou d'abstention, mais il n'a eu qu'un succès très limité.
« Don't Mess with Texas » a reçu une plaque sur le Madison Avenue Walk of Fame, et une place dans le Advertising Hall of Fame, une distinction donnée à seulement deux slogans par an.
« Don't Mess with Texas » est également la devise officielle du sous-marin de classe Virginia USS Texas.
En 2011, un vote public pour la meilleure publicité « Don't Mess with Texas » au cours des 25 dernières années a choisi celle créé par la Commemorative Air Force (alors appelée Confederate Air Force). L'annonce concernait le Boeing B-17 « Sentimental Journey (en) » des CAF qui poursuivait et ripostait contre un camion duquel des déchets avaient été jetés.
L'ouvrage Don't Mess With Texas: The Story Behind the Legend, par l'inventeur du slogan, décrit la genèse de celui-ci.

## Histoire

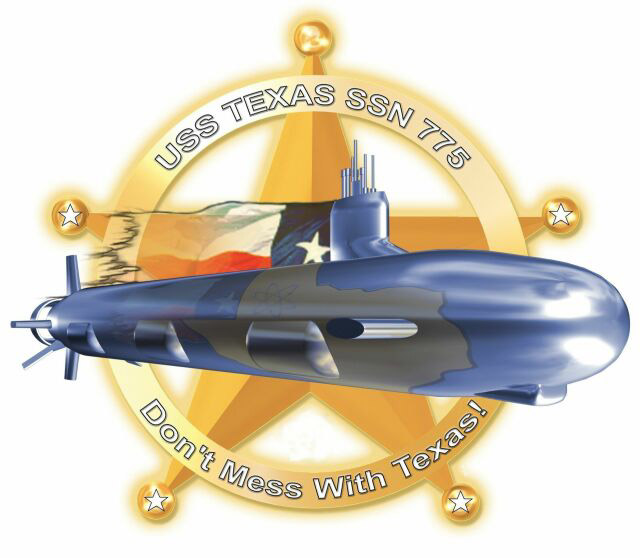
Le kiosque du sous-marin USS Texas. La phrase « Don't Mess with Texas » peut être vu sur la moitié inférieure du kiosque.

En 1985, le département des Transports du Texas (Texas Department of Transportation, abrégé en TxDOT) demanda à Mike Blair et Tim McClure de GSD&M de créer un slogan pour une campagne anti-déchets. À l'époque, l'État du Texas dépensait environ 20 millions de dollars par an pour nettoyer les déchets des autoroutes. McClure déclara que les cibles de la campagne publicitaire étaient les bubbas dans les pickups qui jetaient régulièrement des canettes de bière et autres articles par les fenêtres des véhicules, et les Texans ordinaires qui croyaient que jeter était un droit conféré par Dieu (« God-given right »). McClure déclara avoir créé le slogan après avoir vu des ordures en marchant près de sa maison.
Les créateurs ont d'abord eu du mal à convaincre TXDOT d'adopter le slogan. Les créateurs déclarèrent que les administrateurs étaient des personnages conservateurs et passionnés; ils plaisantaient sur l'âge moyen des membres du conseil, qu'ils disaient être de 107 ans. Sans la vision de Don Clark, alors directeur de la Division des voyages et de l'information du Texas Highway Department, le slogan n'aurait jamais été utilisé. Clark soutint le slogan sans le soutien des administrateurs du TXDOT. Après la diffusion de la première publicité télévisée avec Stevie Ray Vaughan, Clark plaisanta, en disant qu'il était allé travailler le lendemain et qu'il ne savait pas s'il serait renvoyé. TXDOT décida de demander au public de commenter, ce qui mit en lumière un succès retentissant.
La campagne commença en 1985 avec une série d'autocollants pour pare-chocs. En 1986, le slogan créa sa première publicité télévisée, mettant en vedette Stevie Ray Vaughan, à la 50e édition du Cotton Bowl Classic le 1er janvier 1986, chantant The Eyes of Texas (en) avec la rime « Don't Mess with Texas » ajoutée à la fin de la chanson. Depuis lors, de nombreux musiciens, athlètes, célébrités et autres Texans célèbres sont apparus dans des messages d'intérêt public « Don't Mess with Texas », à la radio et à la télévision, notamment:
- Lance Armstrong
- Asleep at the Wheel
- Erykah Badu
- Marcia Ball
- Joe "King" Carrasco
- Johnny Dee and the Rocket 88's
- Joe Ely
- The Fabulous Thunderbirds
- George Foreman
- Tish Hinojosa
- Los Lonely Boys
- Jennifer Love Hewitt
- Lyle Lovett
- Billy Mays
- Matthew McConaughey
- Warren Moon
- Willie Nelson
- Slim Thug
- Andy Pettitte
- LeAnn Rimes
- Shamu & the Texas Tuxedos
- Stevie Ray Vaughan
- Jerry Jeff Walker
- George Strait
- Owen Wilson
- Chuck Norris
- Papi Chulo
- Whitney K Lane
- Morgan Fairchild
- Chamillionaire

En 12 ans, plus de 26 spots télévisés ont été produits.
En raison des réductions budgétaires de la Grande Récession de 2008, TxDOT étendit l'utilisation de la licence pour permettre la vente de souvenirs liés à « Don't Mess with Texas » dans les aires de repos gérées par l'État, et les centres d'information sur les voyages, afin de combler ses lacunes budgétaires. Jusqu'à récemment, il était interdit à l'organisation de le faire en raison de la réglementation fédérale.

## Utilisation non autorisée de la marque
Depuis 2000, TXDOT a contacté plus de 100 entreprises et organisations avec des lettres de mise en demeure concernant l'utilisation non autorisée de l'expression de la marque. Les représentants de l'État affirment que la protection de la marque aide l'État à préserver le message anti-déchets du slogan.
- Une société basée au Texas en Alabama utilisa le slogan pour une campagne d'affichage en février 2010[7].
- L'université du Texas à Austin accepta de cesser de vendre des T-shirts avec le slogan après avoir été contactée par le département des transports du Texas[8].
- Le département tenta d'empêcher la Texas Abortion and Reproductive Rights Action League de vendre des t-shirts «Don't Mess With Texas Women»[9].
- L'auteur Christie Craig publia un roman d'amour intitulé à l'origine Don't Mess with Texas. Après des poursuites judiciaires, le titre fut changé en Only in Texas[2].
- Le gouvernement de l'État de Malacca en Malaisie utilisa le slogan avec le même design et la même phrase, mais le changea en "Don't Mess With Melaka" en 2014, mais son ministre en chef affirma que la plainte pour plagiat était sans fondement[10].